# Nova Mahala, Pazardjik
Nova Mahala (în bulgară Нова Махала) este un sat în comuna Batak, regiunea Pazardjik,  Bulgaria. 

## Demografie
Componența etnică a satului Nova Mahala
     Turci (88,06%)
     Romi (5,79%)
     Nicio identificare (5,6%)
     Altele (0,52%)
La recensământul din 2011, populația satului Nova Mahala era de 2.087 locuitori. Din punct de vedere etnic, majoritatea locuitorilor (88,06%) erau turci, cu o minoritate de romi (5,79%). Pentru 5,6% din locuitori nu este cunoscută apartenența etnică.